# Plantilles de la UEFA-CAF Meridian Cup 2005
Seleccions de la UEFA-CAF Meridian Cup 2005.

## Camerun
| Dorsal | Nom                 | Posició       | Club |
| ------ | ------------------- | ------------- | ---- |
|        | Engelbert Mbarga    | Seleccionador |      |
| 1      | Jules Stéphane Goda | Porter        |      |
| 2      | Hamadou Dairou      |               |      |
| 3      | Luther Medjo        |               |      |
| 6      | Guy Toindouba       |               |      |
| 7      | Jean Baptiste Dalle |               |      |
| 8      | Georges Mandjeck    |               |      |
| 9      | Irenee Romeo Mbele  |               |      |
| 10     | Andison Eyong       |               |      |
| 11     | Onana Ndjana        |               |      |
| 12     | Evariste Ngollock   |               |      |
| 13     | Christian Heumi     |               |      |
| 14     | Romain Mouegni      |               |      |
| 16     | Blasius Otiah       |               |      |
| 17     | Martin Ayuk         |               |      |
| 19     | Brice Owana         |               |      |
| 20     | Max Pehn            |               |      |
| 21     | Jean Didier Mbenoje |               |      |

## Egipte
| Dorsal | Nom                   | Posició       | Club |
| ------ | --------------------- | ------------- | ---- |
|        | Ismail Youssef        | Seleccionador |      |
| 1      | Ahmed Adel Ali        | Porter        |      |
| 3      | Ayman Farahat         |               |      |
| 4      | Abdallah Farouk Rehim |               |      |
| 6      | Ramy Ghanem           |               |      |
| 7      | Mostafa Talaat Ahmed  |               |      |
| 9      | Ahmed Mostafa Taha    |               |      |
| 10     | Sherif Okily          |               |      |
| 11     | Mohamed Basyouni      |               |      |
| 12     | Mohamed Abouel-Fath   |               |      |
| 13     | Mohamed Reda          |               |      |
| 14     | Ahmed Khairy Fatah    |               |      |
| 15     | Sayed Latif           |               |      |
| 16     | Mohamed Gomaa         |               |      |
| 17     | Ahmed Azim            |               |      |
| 18     | Ibrahim Yehia Gad     |               |      |
| 19     | Ahmed Hassan Ibrahim  |               |      |
| 20     | Mohamed Essa          |               |      |
| 21     | Mohamed Amer          |               |      |

## França
| Dorsal | Nom                    | Posició       | Club             |
| ------ | ---------------------- | ------------- | ---------------- |
|        | Philippe Bergeroo      | Seleccionador |                  |
| 1      | Benoît Costil          | Porter        |                  |
| 2      | Maxime Josse           |               |                  |
| 3      | Thomas Mangani         |               |                  |
| 4      | Abdelkarim El Mourabet |               |                  |
| 5      | Sandy Paillot          |               |                  |
| 6      | Romain Beynie          |               |                  |
| 7      | Franck Songo'o         | Migcampista   | Portsmouth FC    |
| 8      | Benjamin Laurant       |               |                  |
| 9      | Jérémy Menez           | Davanter      | FC Sochaux       |
| 10     | Serge Gakpe            |               |                  |
| 11     | Karim Benzema          | Davanter      | Olympique de Lió |
| 12     | Irélé Apo              |               |                  |
| 13     | Mathieu Fontaine       |               |                  |
| 14     | Mustapha Omari Alaoui  |               |                  |
| 15     | Ahmed Yahiaoui         |               |                  |
| 16     | Rémy Riou              | Porter        | Olympique de Lió |
| 17     | Mevlüt Erding          |               |                  |
| 18     | Elliot Grandin         |               |                  |

## Nigèria
| Dorsal | Nom                       | Posició       | Club |
| ------ | ------------------------- | ------------- | ---- |
|        | Godwin Ihijegbe Izilein   | Seleccionador |      |
| 1      | Okemute Odah              | Porter        |      |
| 2      | Amaobi Okeke              |               |      |
| 3      | Austine Osaretin Festus   |               |      |
| 4      | Williams Targaba Adams    |               |      |
| 5      | Shamusideen Akanbi Tijani |               |      |
| 6      | Robert Egbeta             |               |      |
| 7      | Bello Musa Kofarmata      |               |      |
| 8      | Chike Sunday Ubah         |               |      |
| 9      | Oluseyi Olusegun          |               |      |
| 10     | Tochukwu Linus            |               |      |
| 11     | Samuel Ifeanyi Chukwudi   |               |      |
| 12     | Andy Henry Ogude          |               |      |
| 13     | Felix Obada               |               |      |
| 14     | Henry Etiosa Odia         |               |      |
| 15     | Sunday Mba                |               |      |
| 16     | Edafe Uzeh                |               |      |
| 17     | Nazifi Ammani Inuwa       |               |      |
| 18     | Salisu Mohammed           |               |      |

## Portugal
| Dorsal | Nom                        | Posició       | Club       |
| ------ | -------------------------- | ------------- | ---------- |
|        | Carlos Alberto Lopes Dinis | Seleccionador |            |
| 1      | Igor Araújo                | Porter        |            |
| 2      | Gilberto Silva             |               |            |
| 3      | Tiago Pires                |               |            |
| 4      | Paulo Renato               |               |            |
| 5      | André Marques              |               |            |
| 6      | Nuno Coelho                |               |            |
| 7      | Bruno Gama                 | Davanter      | FC Porto   |
| 8      | João Pinhal                |               |            |
| 9      | António Ferreira           |               |            |
| 10     | Rui Gomes                  |               |            |
| 11     | Bruno Santos               |               |            |
| 12     | Ricardo Janota             | Porter        | SL Benfica |
| 13     | Sandro Moreira             |               |            |
| 14     | João Pedro                 |               | FC Porto   |
| 15     | Hernâni Pereira            |               |            |
| 16     | Julien Araújo              |               |            |
| 17     | Felíciano Assunção         |               |            |
| 18     | Pedro Correia              | Defensa       | SL Benfica |

## Sierra Leone
| Dorsal | Nom                 | Posició       | Club |
| ------ | ------------------- | ------------- | ---- |
|        | Abu Sankoh          | Seleccionador |      |
| 1      | Christian Caulker   | Porter        |      |
| 2      | Sarway Dollar       |               |      |
| 3      | Ibrahim Koroma      |               |      |
| 4      | Issa Kamara         |               |      |
| 5      | Mustapha Bangura    |               |      |
| 6      | Salifu Samura       |               |      |
| 7      | Alfred Sankoh       |               |      |
| 8      | Abdul Rahman Kamara |               |      |
| 9      | Alfred Williams     |               |      |
| 10     | Dauda Tholley       |               |      |
| 11     | Sallieu Kamara      |               |      |
| 12     | Sylvanus Morris     |               |      |
| 13     | Alieu Kargbo        |               |      |
| 14     | Mohamed Bangura     |               |      |
| 15     | Andrew Alieu        |               |      |
| 16     | Yusufu Kamara       |               |      |
| 18     | David Simbo         |               |      |

## Espanya
| Dorsal | Nom                      | Posició       | Club              |
| ------ | ------------------------ | ------------- | ----------------- |
|        | Juan Santisteban Troyano | Seleccionador |                   |
| 1      | Antonio Adán             | Porter        | Reial Madrid      |
| 2      | Antonio Barragán         | Defensa       | Liverpool FC      |
| 3      | José Plá Moya            | Defensa       | Llevant UE        |
| 4      | David Rodríguez Lombán   | Defensa       | València CF       |
| 5      | David Mateos Ramajo      | Defensa       | Reial Madrid      |
| 6      | Mario Suárez             | Migcampista   | Atlètic de Madrid |
| 7      | Carlos Carmona           | Migcampista   | FC Cartagena      |
| 8      | Javi García              | Migcampista   | Reial Madrid      |
| 9      | Imanol Agirretxe         | Davanter      | CE Castelló       |
| 10     | Marc Pedraza             | Davanter      | RCD Espanyol      |
| 11     | Marcos Barreno           | Migcampista   | Vila-real CF      |
| 12     | Daniel González Benítez  | Defensa       | RCD Mallorca      |
| 13     | Javier Mandaluniz        | Porter        | Athletic Club     |
| 14     | Julio Moreno             | Migcampista   | FC Barcelona      |
| 15     | Israel Bascón Giga       | Migcampista   | Mérida UD         |
| 16     | Rayco García Dauta       | Davanter      | Reial Madrid      |
| 17     | Beñat Etxebarría         | Migcampista   | Athletic Club     |
| 18     | Diego Capel              | Migcampista   | Sevilla FC        |

## Turquia
| Dorsal | Nom                | Posició       | Club              |
| ------ | ------------------ | ------------- | ----------------- |
|        | Metin Tekin        | Seleccionador |                   |
| 1      | Volkan Babacan     | Porter        |                   |
| 2      | Uğur Uçar          | Defensa       | Galatasaray       |
| 3      | Ferhat Öztorun     | Defensa       | Galatasaray       |
| 4      | Serdar Kurtuluş    |               | Besiktas          |
| 5      | Volkan Zemen       |               |                   |
| 6      | Arda Turan         | Migcampista   | Galatasaray       |
| 7      | Güven Güneri       |               |                   |
| 8      | Nuri Şahin         | Migcampista   | Borussia Dortmund |
| 9      | Ergin Keles        |               |                   |
| 10     | Serdar Özkan       |               |                   |
| 11     | Oğuz Sabankay      | Migcampista   | Galatasaray       |
| 12     | Soner Bala         |               |                   |
| 13     | Mülayim Erdem      | Migcampista   | Galatasaray       |
| 14     | Melih Cagri Gündüz |               |                   |
| 15     | Adem Büyük         |               |                   |
| 16     | Yusuf Büküsoglu    |               |                   |
| 17     | Enis Kahraman      |               |                   |
| 18     | Mehmet Güven       | Migcampista   | Galatasaray       |